# Noord-Macedonië op het Eurovisiesongfestival 2020
Noord-Macedonië zou deelnemen aan het Eurovisiesongfestival 2020 in Rotterdam, Nederland. Het zou de 20ste deelname van het land aan het Eurovisiesongfestival geweest zijn. MRT was verantwoordelijk voor de Macedonische bijdrage voor de editie van 2020.

## Selectieprocedure
Net als de voorgaande jaren koos de openbare omroep voor een interne selectie. Op 15 januari 2020 maakte MRT bekend dat zanger Vasil namens het land zou deelnemen aan het Eurovisiesongfestival 2020. Zijn lied, dat als titel You kreeg, werd op 8 maart gepresenteerd aan het grote publiek.

## In Rotterdam
Noord-Macedonië zou aantreden in de eerste halve finale op dinsdag 12 mei. Het Eurovisiesongfestival 2020 werd evenwel geannuleerd vanwege de COVID-19-pandemie.
1998 · 1999 · 2000 · 2001 · 2002 · 2003 · 2004 · 2005 · 2006 · 2007 · 2008 · 2009 · 2010 · 2011 · 2012 · 2013 · 2014 · 2015 · 2016 · 2017 · 2018 · 2019 · 2020 · 2021 · 2022 · 2023-2025
Albanië · Armenië · Australië · Azerbeidzjan · België · Bulgarije · Cyprus · Denemarken · Duitsland · Estland · Finland · Frankrijk · Georgië · Griekenland · Ierland · IJsland · Israël · Italië · Kroatië · Letland · Litouwen · Malta · Moldavië · Nederland · Noord-Macedonië · Noorwegen · Oekraïne · Oostenrijk · Polen · Portugal · Roemenië · Rusland · San Marino · Servië · Slovenië · Spanje · Tsjechië · Verenigd Koninkrijk · Wit-Rusland · Zweden · Zwitserland